# 2021年アジアユースゲームズ
2021年アジアユースゲームズ（2021ねんアジアユースゲームズ、英語: 2021 Asian Youth Games）は、2022年12月20日から28日にかけて、中華人民共和国・広東省・汕頭市で開催予定の第3回目のアジアユースゲームズ。公式スローガンは、「Surging waves　Dynamic youth」である。2021年9月に、OCA、中国オリンピック委員会、大会組織委員会での協議の結果、新型コロナウイルスの感染状況に鑑みて、2022年12月への開催延期が発表された。
しかし、新型コロナウイルスの感染状況の悪化に伴い、2022年5月6日のOCA理事会にて中華人民共和国が大会開催を返上したことにより本大会の中止が正式決定した。

## 開催都市決定までの背景
2012年11月にマカオで開催されたアジアオリンピック評議会（OCA）総会にて、2017年アジアユースゲームズの開催都市はスリランカのハンバントタからコロンボに変更になっていたものがインドネシアに変更・決定し首都ジャカルタで開催予定であった。そしてジャカルタが開催を中止し代替候補も見つからなかったため、2017年開催は延期とされ、OCAは2021年に第3回を開催することとした。この時点では2021年大会の開催地はインドネシアのスラバヤとされていたものの、その後改めて開催地が中華人民共和国・広東省汕頭市に決定された。

## 参加国と選手数
45の国と地域の参加を予定している。

## 実施競技
汕頭2021アジアユースゲームスでは、18競技161種目が行われる。括弧内の数字は種目数。
・ 陸上競技（32）（詳細）　　
・ 3x3（2）（詳細）
・ 体操（12）（詳細）
・水泳
　・ 競泳（31）（詳細）   　      
　・ 飛込（10）（詳細）
　・ 水球（2）（詳細）
・ サッカー（2）（詳細）
・ ゴルフ（4）（詳細）
・ 卓球（5）（詳細）
・ ウィンドサーフィン（8）（詳細）
・ サーフィン（8）（詳細）
・武術太極拳
　・ 套路（8）（詳細）
　・ 散打（6）（詳細）
・ バドミントン（3）（詳細）
・ テコンドー（10）（詳細）
・ スポーツクライミング（4）（詳細）
・ ハンドボール（2）（詳細）
・ ドラゴンボート（6）（詳細）
・ ラグビー（2）（詳細）
・ ビーチバレーボール（2）（詳細）
・ ブレイクダンス（2）（詳細）